# Актобе (баскетбольный клуб)

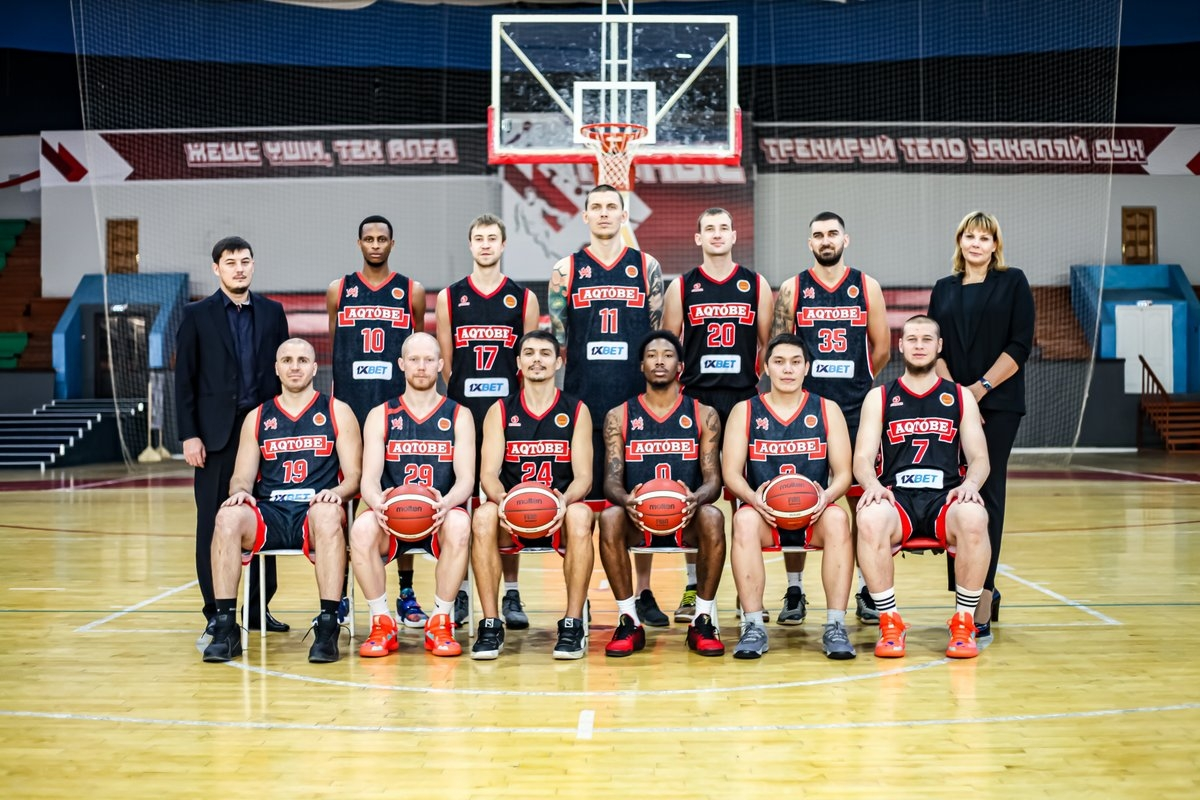

Актобе — казахстанский профессиональный мужской баскетбольный клуб из города Актобе. Клуб был создан в августе 2017—2018 года при помощи Акимата Актюбинской области. По 2017—2019 годы Актобе играл в Высшей лиге Казахстана, а также стал чемпионом высшей лиги в 2019 году. «Актобе» стартовали играть в национальной лиге Казахстана в 2019—2020 году.

## Достижения
Чемпионат Казахстана
- Бронзовый призёр: 2021/2022, 2023/2024

Высшая лига Казахстана
- Чемпион: 2018/2019

Кубок Казахстана
- Бронзовый призёр: 2022, 2023